# Gojibär

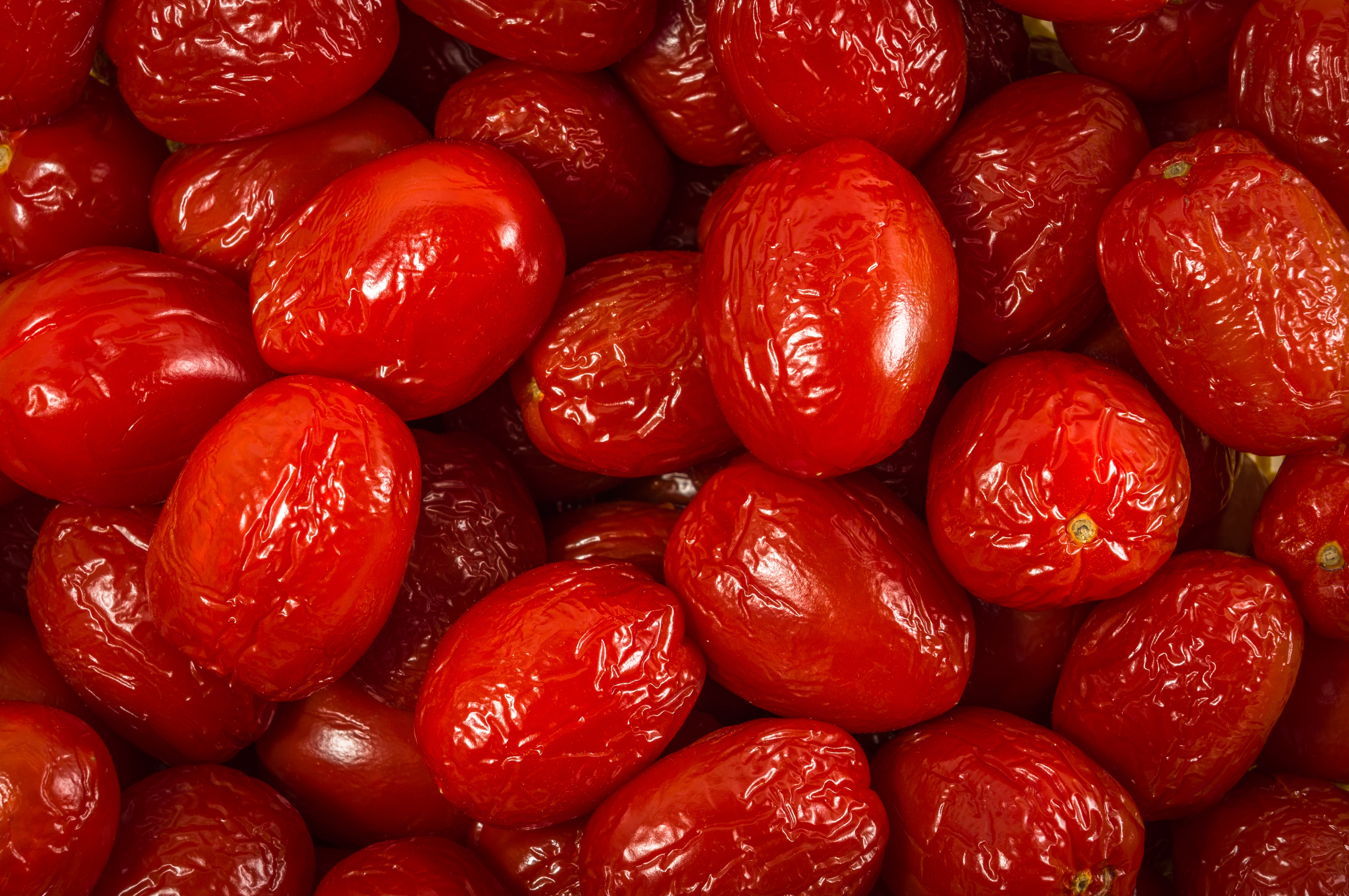
Gojibär

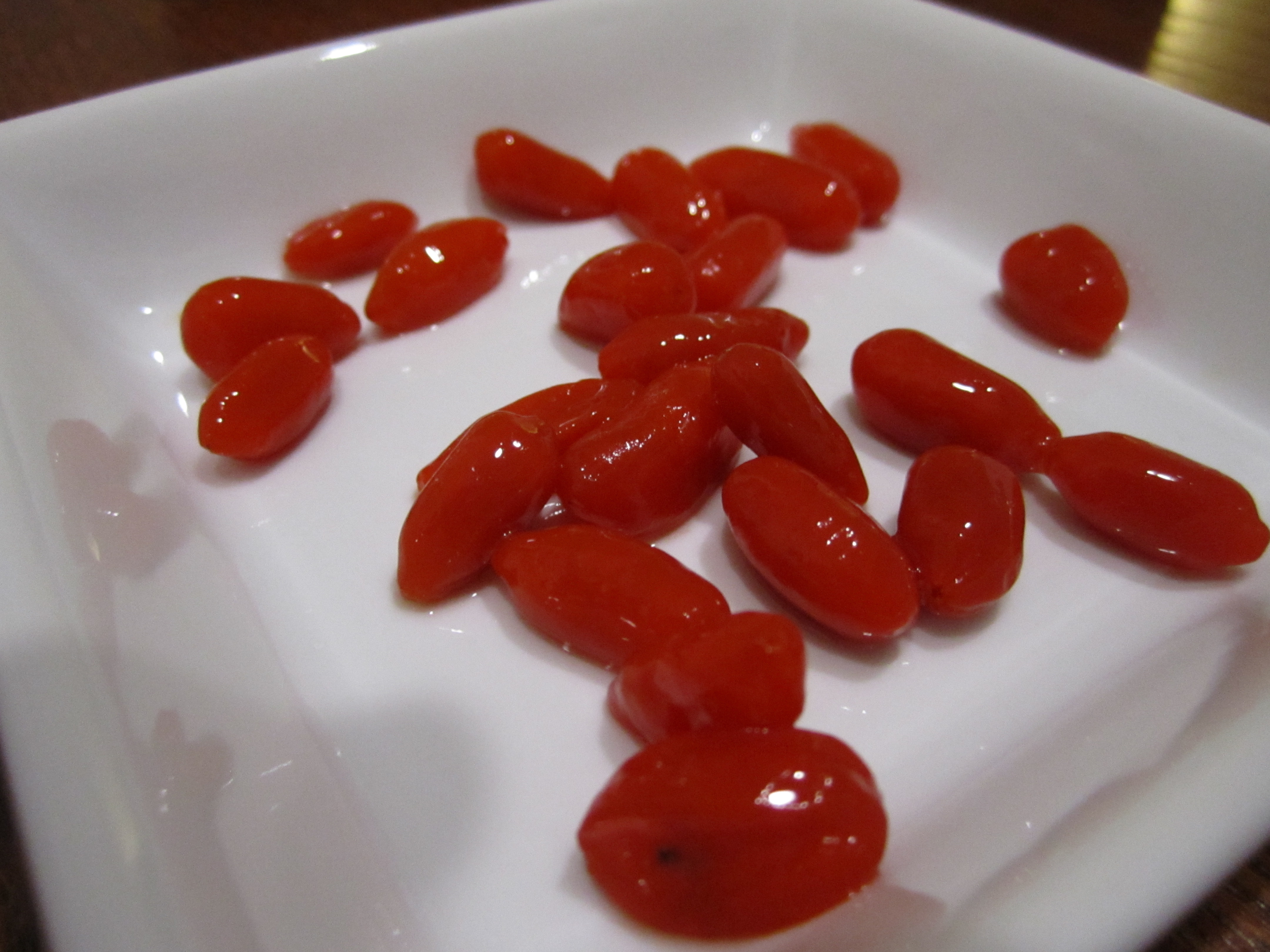
Gojibär

Gojibär är det kommersiella namnet på frukterna från bocktörne eller kinesiskt odlade goji (Lycium barbarum). Bäret har formen av en ellipsoid och har en diameter på 1-2 cm. Bären är röda eller orangefärgade, beroende på vilken typ av bocktörne bäret kommer ifrån (se varieteter nedan). Bäret har i torkad russinliknande form samt i extrakt nu blivit allmänt tillgängligt i svensk handel. Kinesiskt odlade gojibär används inom traditionell kinesisk läkekonst och idag är regionen Ningxia den största producenten av frukten. Bäret innehåller ämnen såsom antioxidanter, mineraler och vitaminer, och i Sverige köps oftast gojibär torkade eller som juice. Gojibäret har en starkt röd färg på grund av sina höga halter av karotenoider. Så kallade superfrukter som acai, noni och mangostan innehåller främst fenoliska antioxidanter och knappast alls karotenoider.
Särskilt framhävs de höga halterna av xantofyllen zeaxantin som påstås har en viktig funktion för att skydda ögats celler. En påse med 100 gram torkade gojibär innehåller i genomsnitt 100 mg zeaxantin. Polysackarider är en typ av kostfibrer som finns i kinesiska gojibär där de kallas för Lycium barbarum polysaccharides (LBP). Forskning pekat på att LBP har hög antioxidativ effekt både in vitro och vivo. Smaken på gojibär påminner om russin med en beskare eftersmak.

## Varieteter och namn
Bären skiljer sig åt mellan de två varieteterna som växten Bocktörne kan delas in i;
- var. barbarum, har röda bär med över 15 frön i varje. Växtens blad är breda och tunna.
- var. auranticarpum, har orangegula bär med 4–8 frön. Växtens blad är smala och köttiga.

### Tidigare uppgifter om giftighet
När bocktörne odlats som trädgårdsväxt finns det en källa som säger att den har giftiga bär, Wigander 1976. Det är okänt om det kan ha funnits en giftig sort eller om den uppgiften bara baseras på att bocktörne är en potatisväxt, Solanaceae, där det finns många arter med giftiga bär.